# 望月英樹
望月 英樹（、1937年〈昭和12年〉6月4日 - ）は、日本映画の照明技師、日本映画テレビ照明協会会長。東京都出身。

## 人物・経歴
1956年に東京都立蔵前工業高等学校を卒業、東宝の照明助手となる。1980年に照明技師へ昇進する。
ブルーバック（グリーンバック）合成での撮影は、緻密に計算するよりも臨機応変にフレキシブルな対応をする方が良いと考えており、太陽光線の角度などを正確に作っても人間の視覚にはそういった情報は残らないと述べている。
役者と会話をすることで場を和ませることに長けており、監督勢からも重用されたほか、中尾彬から「一番好きなライトマン」と評されたこともあった。ゴジラシリーズを多数担当していたことから海外にもファンがおり、『GODZILLA』（1997年）の監督を務めたローランド・エメリッヒにも対面して喜ばれたという。
『ゴジラvsモスラ』（1992年）の撮影では、自衛隊の投光器を借用して照明に用いたこともある。

## 作品
| 公開年             | 公開年   | 作品名                                               | 制作（配給）                                          | 役職     |
| ------------------ | -------- | ---------------------------------------------------- | ----------------------------------------------------- | -------- |
| 1962年（昭和37年） | 8月11日  | キングコング対ゴジラ                                 | 東宝                                                  | 照明助手 |
| 1968年（昭和43年） | 11月2日  | 日本一の裏切り男                                     | 東宝 渡辺プロダクション （東宝）                      | 照明助手 |
| 1969年（昭和44年） | 4月27日  | クレージーの大爆発                                   | 東宝 渡辺プロダクション （東宝）                      | 照明助手 |
| 1970年（昭和45年） | 6月13日  | 日本一のヤクザ男                                     | 東宝 渡辺プロダクション （東宝）                      | 照明助手 |
| 1980年（昭和55年） | 6月26日  | 復活の日                                             | 角川春樹事務所 TBS （東宝）                           | 照明     |
| 1981年（昭和56年） | 2月11日  | 帰ってきた若大将                                     | 東宝映画 加山プロダクション （東宝）                  | 照明     |
| 1981年（昭和56年） | 11月7日  | 駅 STATION                                           | 東宝映画 （東宝）                                     | 照明     |
| 1982年（昭和57年） | 10月16日 | 海峡                                                 | 東宝映画 （東宝）                                     | 照明     |
| 1983年（昭和58年） | 8月4日   | 嵐を呼ぶ男                                           | 東宝 ジャニーズ事務所                                 | 照明     |
| 1984年（昭和59年） | 10月6日  | おはん                                               | 東宝映画 （東宝）                                     | 照明     |
| 1985年（昭和60年） | 12月21日 | 姉妹坂                                               | 東宝映画 （東宝）                                     | 照明     |
| 1987年（昭和62年） | 7月11日  | 漂流教室                                             | CCJ 日テレ バンダイ 東和プロダクション （東宝東和）   | 照明     |
| 1987年（昭和62年） | 8月1日   | トットチャンネル                                     | 東宝映画 （東宝）                                     | 照明     |
| 1987年（昭和62年） | 12月19日 | ゴルフ夜明け前                                       | 東宝映画 （東宝）                                     | 照明     |
| 1988年（昭和63年） | 3月29日  | 日本殉情伝 おかしなふたり ものくるほしきひとびとの群 | フィルムリンク・インターナショナル （アートリンクス） | 照明     |
| 1988年（昭和63年） | 7月23日  | 優駿 ORACION                                         | フジテレビ 仕事 （東宝）                              | 照明     |
| 1989年             | 5月13日  | マイフェニックス                                     | 東宝 東急エージェンシー                               | 照明     |
| 1990年（平成2年）  | 11月17日 | 飛ぶ夢をしばらく見ない                               | アニベール化粧品 須川プロダクション （松竹）          | 照明     |
| 1992年（平成4年）  | 12月12日 | ゴジラvsモスラ                                       | 東宝映画 （東宝）                                     | 照明     |
| 1993年（平成5年）  | 12月11日 | ゴジラvsメカゴジラ                                   | 東宝映画 （東宝）                                     | 照明     |
| 1994年（平成6年）  | 7月9日   | ヤマトタケル                                         | 東宝映画 （東宝）                                     | 照明     |
| 1994年（平成6年）  | 12月10日 | ゴジラvsスペースゴジラ                               | 東宝映画 （東宝）                                     | 照明     |
| 1995年（平成7年）  | 12月9日  | ゴジラvsデストロイア                                 | 東宝映画 （東宝）                                     | 照明     |
| 1997年（平成9年）  | 6月7日   | 誘拐                                                 | 東宝映画 （東宝）                                     | 照明     |
| 1998年（平成10年） | 6月6日   | 絆 -きずな-                                          | 東宝映画 （東宝）                                     | 照明     |
| 2002年（平成14年） | 12月14日 | ゴジラ×メカゴジラ                                    | 東宝映画 （東宝）                                     | 照明     |
| 2003年（平成15年） | 9月13日  | ロボコン                                             | 小学館 TOKYO FM 日本出版販売 東宝映画 （東宝）        | 照明     |
| 2003年（平成15年） | 12月13日 | ゴジラ×モスラ×メカゴジラ 東京SOS                     | 東宝映画 （東宝）                                     | 照明     |

## 受賞・栄典
| 受賞年 | 受賞名     | 受賞名           | 受賞名       |
| ------ | ---------- | ---------------- | ------------ |
| 1982年 | 第5回      | 日本アカデミー賞 | 優秀照明賞   |
| 1985年 | 第8回      | 日本アカデミー賞 | 優秀照明賞   |
| 1989年 | 第12回     | 日本アカデミー賞 | 優秀照明賞   |
| 1998年 | 第21回     | 日本アカデミー賞 | 最優秀照明賞 |
| 2015年 | 旭日小綬章 | 旭日小綬章       | 旭日小綬章   |